# Orches
Orches é uma comuna francesa na região administrativa da Nova Aquitânia, no departamento de Vienne. Estende-se por uma área de 19,22 km². Em 2010 a comuna tinha 404 habitantes (densidade: 21 hab./km²).